# Torre del Papito
La Torre del Papito è una torre di origine medievale di Roma.

## Descrizione storica
La torre sorge al centro del Largo di Torre Argentina, a fianco dei resti della demolita casa medievale "dei Boccamazzi".
L'origine del nome della torre è incerta: un'ipotesi contempla il soprannome di uno dei proprietari, l'Antipapa Anacleto II, della famiglia Pierleoni, noto per la bassa statura, origine del soprannome, mentre un'altra ipotesi correla il nome con quella di proprietari successivi, la famiglia Papareschi.
Dal 2023, con la possibilità di visitare la sottostante area sacra di Largo Argentina, la torre accoglie la relativa biglietteria.

## Galleria d'immagini

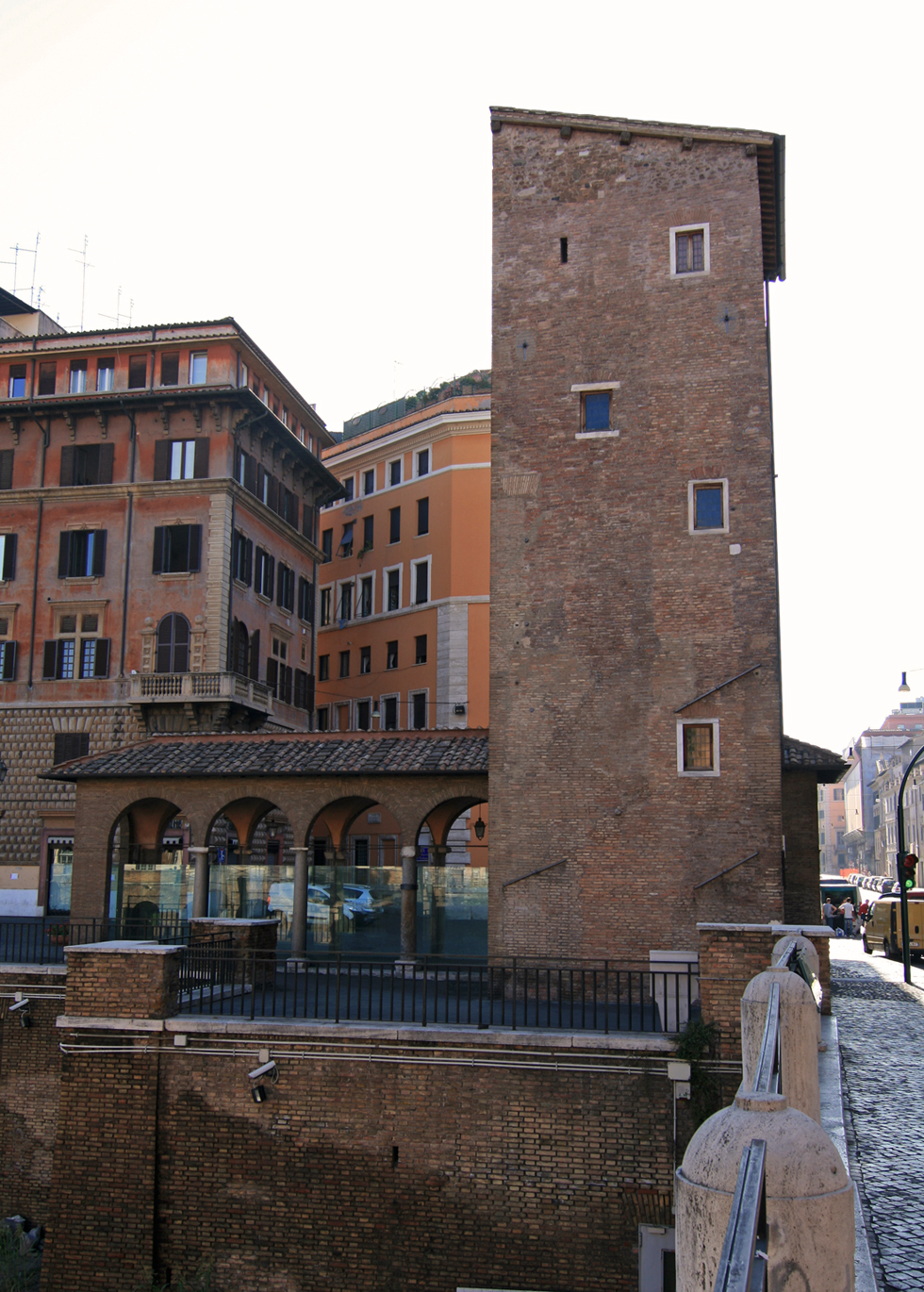
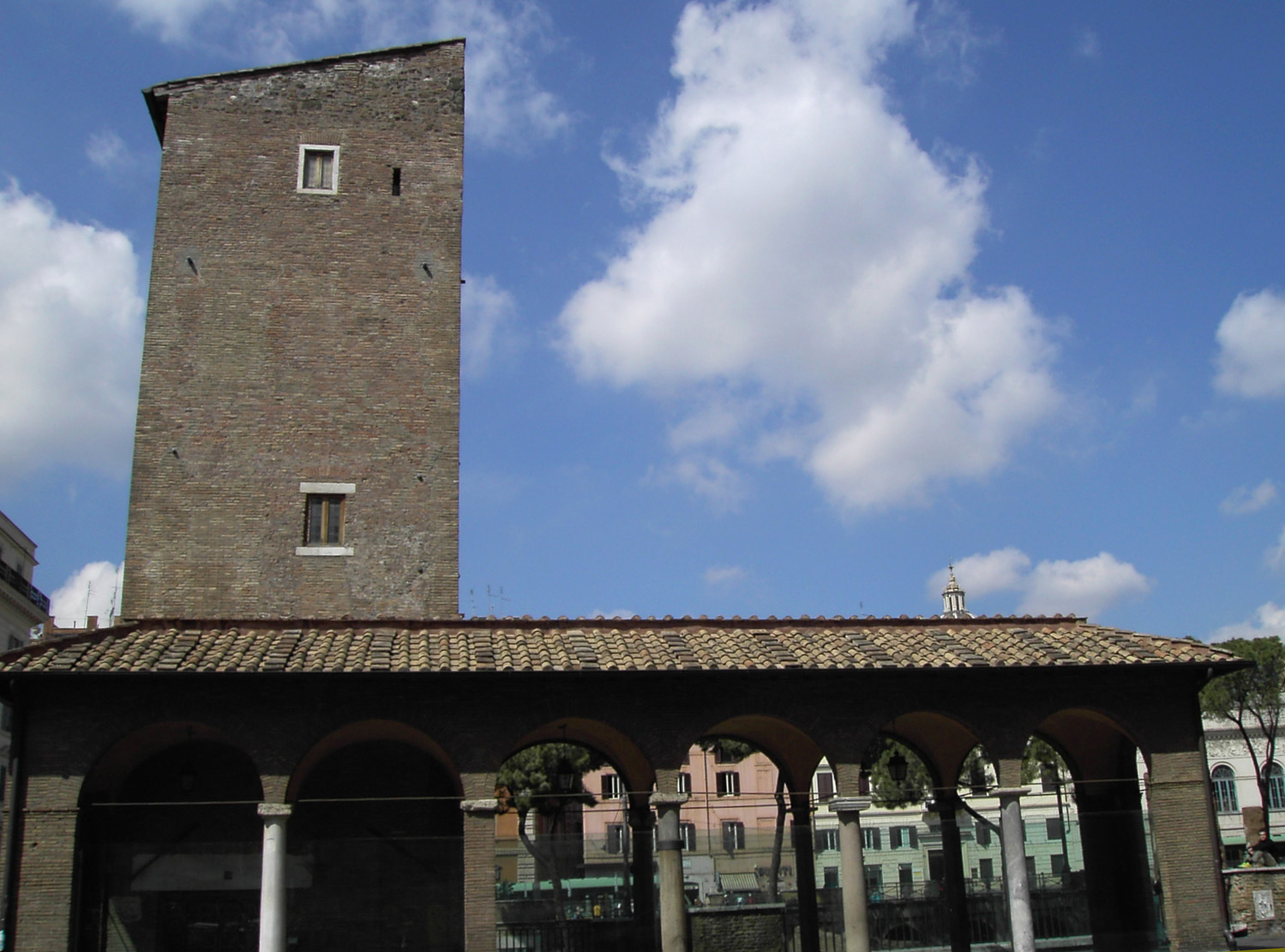
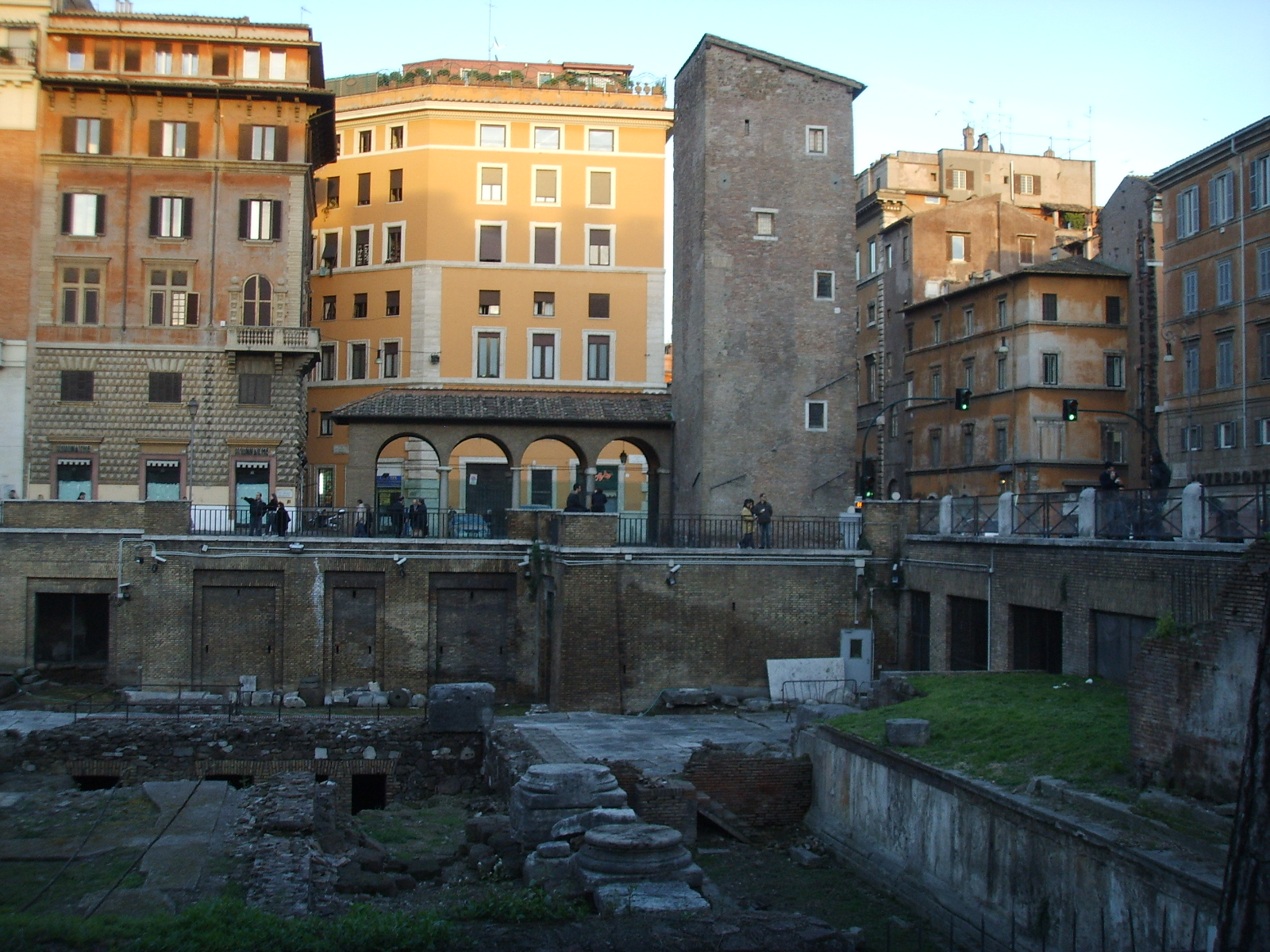